# Ocytocine
L'ocytocine est un neuropeptide sécrété par les noyaux paraventriculaire et supraoptique de l'hypothalamus et excrété par l'hypophyse postérieure (neurohypophyse) qui agit principalement sur les muscles lisses de l'utérus et des glandes mammaires. Elle a aussi un rôle important chez les mammifères en ce qui concerne la cohésion sociale, la confiance, l'empathie, la générosité et la sexualité,,,,.
Son nom est dérivé du grec « ocy » pour ὠκύς, ôkús : « rapide », et de « tocine » pour τόκος, tókos : « accouchement ». La molécule est isolée et commercialisée en 1927 sous le nom anglophone d'Oxytocin.
Elle est impliquée dans la reproduction sexuée, particulièrement pendant et après la naissance. Elle est libérée en grande quantité (6x plus les 3 premiers mois de grossesse et jusqu'à 86x plus à la naissance) après la distension du col de l'utérus et de l'utérus pendant le travail, ce qui facilite la naissance, et après, la stimulation des mamelons ou l'allaitement. À la fois la naissance et l'éjection de lait proviennent d'un mécanisme de rétroaction maternelle positive.
Des études récentes ont commencé à suggérer que l'ocytocine pourrait avoir un rôle dans différents comportements, comme l'orgasme, la reconnaissance sociale, l'empathie, l'anxiété, les comportements maternels, etc., d'où son surnom d'« hormone du plaisir », « hormone du bonheur », ou encore « hormone de l'attachement » mère-enfant. Dans certaines situations, l'ocytocine pourrait aussi induire des comportements « radicaux », voire violents pour la défense du groupe, par exemple face à un tiers refusant de coopérer. Elle deviendrait alors une source d'agressivité défensive (et non offensive). Cependant, de nombreuses données sur les comportements d'êtres non humains et les résultats des études plus récentes sur l'être humain restent encore fragiles, en raison notamment de données en apparence contradictoires, d'interactions à plusieurs niveaux et d'obstacles méthodologiques.
L'ocytocine est surtout synthétisée par le cerveau, mais plusieurs autres types de cellules que celles du système nerveux en sécrètent. La synthèse se fait en continu, mais avec des périodes d'activité plus ou moins importantes.

## Découverte
Henry Dale est le premier à démontrer en 1906 les propriétés contractiles chez la chatte enceinte d'une substance produite par l'hypophyse. La molécule est isolée et commercialisée en 1927 sous le nom d'Oxytocin. Elle est prescrite pour le travail de l'accouchement. En 1955, le biochimiste Vincent du Vigneaud la décrit comme une hormone formée d'une chaine de neuf acides aminés.

## Structure
L'ocytocine est un polypeptide comportant neuf acides aminés, dont les deux groupements cystéine sont reliés par un pont disulfure (Cys¹ - Cys⁶). La séquence des acides aminés est :
H─Cys─Tyr─Ile─Gln─Asn─Cys─Pro─Leu─Gly─NH2.
Bien que l'ocytocine et la vasopressine aient des structures voisines (sept acides aminés en commun), ces deux hormones possèdent des effets très différents.[réf. nécessaire] 

La composition chimique de l'ocytocine est la même chez tous les mammifères, tandis que la structure moléculaire de la vasopressine diffère légèrement chez certaines espèces.[réf. nécessaire]
Une protéine dite protéine de Van Dyke serait douée simultanément d'activités ocytocique et vasopressique. Elle semble comprendre les deux hormones et un matériel protéinique inerte.

## Mode d'action
L'ocytocine se fixe sur les récepteurs des cellules musculaires de l'utérus et des glandes mammaires. Ces récepteurs, couplés à une protéine Gq, activent les phospholipases C qui dégradent les PIP2 (Phosphatidylinositol bisphosphate) en inositol triphosphate (IP3) et diacylglycérol (DAG). L'IP3 va conduire à l'augmentation de la concentration intracellulaire en calcium. Les ions Ca² ainsi libérés favorisent les interactions entre les protéines d'actine et de myosine, à la base de la contraction musculaire.
Le DAG va lui, modifier l'activité des protéines kinases C.

## Régulation
La régulation de la production d'ocytocine se fait par voie nerveuse. Pendant l'accouchement, le stimulus est la dilatation du col de l'utérus qui est détectée par des mécanorécepteurs présents sur la paroi de l'utérus. Ces récepteurs envoient l'information au système nerveux central qui déclenche la production d'ocytocine[réf. nécessaire].
Dans la glande mammaire, la succion du mamelon est de même détectée par des récepteurs reliés au système nerveux central : cette stimulation entraîne la production d'ocytocine par la neurohypophyse à la suite de l'envoi d'influx nerveux efférents provenant de l'hypothalamus.[réf. nécessaire].
À l'inverse d'autres hormones, l'ocytocine ne bénéficie pas d'un dispositif régulateur (feed-back) qui permettrait de limiter sa production. Il semble au contraire que l'ocytocine active des processus qui fonctionnent en « cascade ». C'est pourquoi l'on peut en observer des pics importants et une production sur un mode « pulsatif ». Une étude récente menée par l'équipe de Kerstin Uvnäs-Moberg, en Suède, montre que la durée moyenne d'allaitement au sein est supérieure chez les femmes qui ont bénéficié de production pulsative d'ocytocine naturelle pendant leur accouchement.

## Évolution
Du point de vue de l'évolution, l'ocytocine et la vasopressine sont d'anciennes substances proches.[réf. nécessaire]

## Rôle lors d'une naissance
Les premiers effets reconnus de l'ocytocine ont été sa faculté d'accélérer l'accouchement chez les mammifères. L'ocytocine provoque en effet la contraction des muscles lisses de l'utérus et accélère le travail. Cette hormone permet aussi à l'utérus de se rétracter après l'expulsion, pour qu'il retrouve sa position initiale.
L'ocytocine dans le circuit sanguin est indispensable au réflexe d'éjection du placenta. Or, la phase qui suit immédiatement la naissance correspond pour la mère à un pic très élevé d'ocytocine naturelle[réf. nécessaire].
L'injection d'ocytocine de synthèse est recommandée par le CNGOF (collège national des gynécologues et obstétriciens français) ainsi que par la HAS lors du troisième stade de l'accouchement (qui correspond au moment où le bébé est sorti, et il reste à expulser le placenta) pour prévenir les hémorragies de la délivrance, parmi les premières causes de mortalité maternelle en France à l'accouchement ou peu après.
Une recherche de l'INSERM a mis en évidence que l'injection d'ocytocine de synthèse pendant l'accouchement (les phases de travail, avant la sortie du bébé) est un facteur de risque indépendant d'hémorragies de la délivrance. Les chercheurs émettent l'hypothèse que l'ocytocine de synthèse pendant l'accouchement provoque la saturation des récepteurs, compromettant l'action de l'hormone au moment de l'expulsion du placenta. Ils appellent à réserver l'administration d'ocytocine pendant l'accouchement à des indications précises ainsi qu'à la modération des doses. En 2010 en France, 64 % des femmes recevaient de l'ocytocine pendant le travail.
Au cours de la tétée, l'ocytocine stimule l'excrétion du lait en favorisant la contraction des cellules myoépithéliales qui entourent les alvéoles (acini) des glandes mammaires. L'ocytocine n'a pas de contrôle sur la production du lait, qui est dépendante de trois facteurs, deux chimiques (la prolactine et des œstrogènes) et un facteur mécanique (la succion du bébé ou l'expression artificielle du lait).[réf. nécessaire]
Une étude a suggéré que les vocalisations émises de la mère vers l'enfant sont reconnues par le bébé. Elles induisent des processus hormonaux complexes influençant notamment l'attachement mère-enfant et le comportement du bébé en impliquant l'ocytocine (un enfant stressé, consolé par la seule voix de sa mère, activerait un processus hormonal semblable à celui qui reçoit une attention physique. La production d'ocytocine serait activée par la voix chez l'espèce humaine, alors qu'il faut chez le rat un contact physique). Toutefois, cette étude ayant examiné des dyades mère-fille ne permet pas à elle seule d'affirmer l'existence de cet effet, ni de savoir s'il est propre à la voix de la mère.

## Effets comportementaux
L'injection d'ocytocine dans le cerveau de certains mammifères produit des modifications significatives de leur comportement, mais peu d'espèces ont été étudiées sur ce point, et les modifications observées sont très variables selon les espèces.
L'injection n'est pas le seul moyen pour étudier les effets de ces substances : l'administration par aérosol, nettement moins invasive, est également employée.
Chez le primate en général, les effets des neuropeptides tels que l'ocytocine sont plus subtils que chez les rongeurs[réf. nécessaire]. L'ocytocine provoque des comportements différents selon le statut social des individus. Les mâles au sommet de l'échelle hiérarchique deviennent plus agressifs et plus actifs sexuellement, tandis que ceux au bas de l'échelle augmentent leurs comportements de toilettage social[réf. nécessaire]. Cette affirmation, non référencée, est sinon contredite, du moins modulée, par une méta-analyse de 2018 qui amène à conclure que les effets de l'ocytocine dépendent fortement du contexte. Par exemple, l'ocytocine peut augmenter la confiance, mais cet effet est atténué si l'autre ou les autres individus ne sont pas familiers ou sont décrits comme peu fiables. De plus, l'ocytocine peut augmenter les jugements sociaux négatifs, accentuer le biais hors groupe et amplifier l'anxiété face à une menace imprévisible. Les effets de l'ocytocine peuvent varier en fonction du genre, de la personnalité, des styles d'attachement et de la psychopathologie ; ils dépendent fortement du contexte. L'envie peut être accrue – au détriment d'autres individus du groupe –, et la conformité dans le groupe – au détriment d'autres groupes –.
Cette érosion partielle des différences de statuts sociaux dans le groupe n'est d'ailleurs pas forcément due à une plus grande tolérance des individus dominants : elle peut aussi être due à une plus grande assertivité (ou son aspect effectif d'agressivité, selon l'angle socio-politique choisi) des individus non-dominants, comme le constate Burkhart et al. (2025) sur des groupes de lionnes captives. L'inclinaison vers des comportements sociaux plus tolérants n'est donc pas un effet absolu de l'ocytocine. D'un autre côté, les mêmes auteurs ont constaté que des vaporisations d'ocytocine rendent les lions moins agressifs envers les lions étrangers à leur groupe et notent l'importance de cette plus grande tolérance de l'autre dans un contexte de diminution de l'habitat pour cette espèce. 
De même que la méta-analyse de 2018, une étude de 2024 confirme elle aussi le manque de connaissances actuelles des processus neurobiologiques concernant ces substances.

### Chez les primates
Chez l'être humain, l'inhalation d'ocytocine permettrait de majorer un état de confiance vis-à-vis d'autrui.

L'administration intranasale d'ocytocine pourrait améliorer le comportement social de patients avec autisme de haut niveau (HFA) ou syndrome d'Asperger (SA),. Une étude d'octobre 2010 a également suggéré l'efficacité de tels vaporisateurs sur les symptômes de la schizophrénie en association avec un traitement antipsychotique. D'autres études doivent être menées pour confirmer ces résultats.
Chez les marmousets, l'ocytocine leur fait éviter les interactions avec un rival sexuel lorsqu'un partenaire sexuel est absent ; et lorsqu'un partenaire sexuel est présent, les attitudes envers un rival sexuel sont moins vigilantes (autrement dit, ils deviennent plus tolérants).

### Chez la brebis
L'injection d'ocytocine par voie intraventriculaire (dans le cerveau) chez des brebis non gestantes a permis de produire artificiellement des réflexes maternels. L'administration d'œstrogènes et de progestérone plus une stimulation vagino-cervicale (sexuelle) produit le même effet. Par contre, cet effet est annulé si la brebis est sous péridurale.

### Chez la femelle campagnol
Chez les campagnols, les comportements sexuels sont en partie associés à l'ocytocine. Le campagnol des prairies présente un attachement familial profond, est sociable et monogame. À la suite de l'accouplement, le couple est très uni et habite le même nid. Les deux parents sont impliqués activement dans les soins des petits pendant une longue période et le mâle défend sa compagne. À l'opposé, le campagnol des montagnes est asocial et volage, chacun possède son propre nid, la femelle ne s'occupe de sa progéniture que pendant une brève période et les mâles ne s'impliquent pas du tout dans la vie des petits[réf. nécessaire]. Des études pharmacologiques suggèrent que chez la femelle du campagnol des prairies l'ocytocine serait nécessaire pour développer une relation de couple et pour stimuler le comportement maternel. Ces effets ne sont pas observés chez les campagnols des montagnes, probablement à cause de différences dans la programmation génétique des circuits cérébraux associés à ces instincts. Ces derniers ont une densité plus faible de récepteurs de l'ocytocine que les campagnols des prairies.

### Chez le rat et la souris
Chez le rat, l'ocytocine a aussi des implications dans les comportements maternels après l'accouchement y compris la défense des petits contre les intrus et dans l'inhibition de la peur et de l'agressivité en situation sociale (facilitation sociale, affiliation)[réf. nécessaire].
Chez la souris, elle accroît la coopération entre individus, promeut des échanges et/ou une coopération plus égalitaires et augmente le succès de la reproduction. Comme chez de nombreux autres mammifères, l'ocytocine stimule la libération des prostaglandines, principalement dans l'épithélium utérin.

## Divers
L'ocytocine fait partie de la liste des médicaments essentiels de l'Organisation mondiale de la santé (liste mise à jour en avril 2013).

## Culture populaire
La formule de l'Ocytocine est inscrite sur la plaque de la voiture de "Je" et Billie dans la saison 2 de Bref.